# Colibrí de la sibil·la
El colibrí de la sibil·la (Lampornis sybillae) és una espècie d'ocell de la família dels troquílids (Trochilidae) que habita la selva humida, boscos de roures i zones arbustives de les terres altes de l'est d'Hondures i nord de Nicaragua.